# Registracijske oznake za cestovna vozila u Bosni i Hercegovini
Registracijske oznake za cestovna vozila u Bosni i Hercegovini su na snazi od 28. rujna 2009. godine. Oznake za sva vozila se sastoje od plavog polja s državnom skraćenicom BIH na lijevoj strani i sedam znakova (pet brojeva i dva slova) u obliku X00 – X – 000. Registracijske oznake jedinstvene su za cijeli teritorij Bosne i Hercegovine i ne označavaju mjesto gdje je registrirano vozilo (grad, općina, županija ili entitet) kao što je bilo do 1998. godine. 
Slova koja se koriste na registracijskim oznakama su A, E, J, K, M, O, T. Ta su velika tiskana slova ista u ćiriličnom i latiničnom pismu.
Od 1998. godine do 28. rujna 2009. godine izdavale su se tablice u obliku 000 – X – 000 koje su još uvijek na snazi.

## Registracijske oznake za vrijeme Jugoslavije, do 1992. godine
Registracijske oznake u Bosni i Hercegovini za vrijeme Jugoslavije bile su napisane u obliku: skraćenica za naziv grada, crvena zvijezda (petokraka), broj oznake (maksimalno šest brojeva).
Skraćenice su bile sljedeće:
| Sarajevo, SA      | Prijedor, PD | Banja Luka, BL | Tuzla, TZ   | Mostar, MO  | Brčko, BČ   | Bijeljina, BN | Sokolac, SC     |
| Mrkonjić Grad, MG | Travnik, TR  | Zenica, ZE     | Bihać, BI   | Doboj, DO   | Visoko, VI  | Jajce, JC     | Titov Drvar, TD |
| Livno, LI         | Trebinje, TB | Čapljina, ČP   | Konjic, KNJ | Goražde, GŽ | Zvornik, ZV | Modriča, MD   | Bugojno, BU     |

## Registracijske oznake u Bosni i Hercegovini od 1994. do 1998. godine
Na teritoriju koju je kontrolirala Armija Republike Bosne i Hercegovine, od 1994. godine izdavane su registracijske oznake koje su s lijeve strane imale plavo polje s natpisom BiH i grbom Bosne i Hercegovine s ljiljanima. Nakon toga nalazila se dvoslovna skraćenica za mjesto, četiri broja, i dva slova od kojih je prvo označavalo općinu, a drugo seriju.
Skraćenice su bile sljedeće:
| Sarajevo, SA | Prijedor, PD | Tuzla, TZ  | Mostar, MO | Brčko, BR   | Travnik, TR | Zenica, ZE  | Konjic, KO  |
| Bihać, BI    | Doboj, DO    | Visoko, VI | Jajce, JC  | Bugojno, BU | Zvornik, ZV | Modriča, MD | Goražde, GO |

## Registracijske oznake u Republici Srpskoj do 1998. godine
U Republici Srpskoj do 1998. godine registracijske oznake bile su obliku ćirilične skraćenice za mjesto, grb s četiri S i brojčanom kombinacijom.
Skraćenice su bile sljedeće:
| Srpsko Sarajevo, СС | Prijedor, ПД | Banja Luka, БЛ | Brčko, БЧ   | Trebinje, ТБ  | Mrkonjić Grad, МГ |
| Srbinje СЊ          | Doboj, ДО    | Zvornik, ЗВ    | Modriča, МД | Bijeljina, БН | Nevesinje, НЕ     |

## Registracijske oznake u Herceg-Bosni do 1998.
U Herceg-Bosni su od 1993. do 1998. registracijske oznake bile su u obliku: skraćenica za mjesto, grb Herceg-Bosne, kombinacije od tri broja i dva slova.
| Mostar, MO  | Čapljina, ČA | Posušje, PO  | Široki Brijeg, ŠB | Jajce, JA | Tomislavgrad, TG | Ljubuški, LJ |
| Travnik, TR | Orašje, OR   | Kiseljak, KI | Rama, RA          | Žepče, ŽE | Livno, LI        | Grude, GR    |

## Vanjske poveznice
- | Logotip Zajedničkog poslužitelja | Zajednički poslužitelj ima još gradiva o temi Registracijske oznake za cestovna vozila u Bosni i Hercegovini |